# 서울외국어고등학교
서울외국어고등학교(서울外國語高等學校)는 대한민국 서울특별시 도봉구 창동에 있는 사립 외국어고등학교이다.

## 학교 연혁
- 1993년 10월 5일 : 학교법인 천호학원 이사장 이진환 박사
- 1993년 10월 5일 : 위례외국어고등학교 설립인가(30학급)
- 1994년 2월 28일 : 교사 신축공사 준공 및 개교식
- 1994년 2월 28일 : 초대 이조영 교장 취임
- 1994년 3월 2일 : 제1회 입학식
- 1994년 8월 24일 : 서울외국어고등학교로 개명
- 1997년 2월 13일 : 제1회 졸업식
- 2005년 11월 23일 : 학교법인 청숙학원 설립(이사장 이주헌)
- 2022년 1월 19일 : 제8대 김상겸 교장 취임
- 2022년 1월 24일 : 김희진 이사장 취임
- 2022년 2월 10일 : 제26회 졸업식
- 2022년 3월 2일 : 제29회 입학식

## 설치 학과
- 독일어과
- 프랑스어과
- 중국어과
- 일본어과
- 스페인어과
- 영어 독일어과(2024학년도 신입생 부터 모집 안함)
- 영어 스페인어과(2024학년도 신입생 부터 모집 안함)
- 영어 러시아어과(2024학년도 신입생 부터 모집 안함)

-->

## 참고 자료
- 서울외국어고등학교 - 한국교육학술정보원 학교알리미

## 근접한 학교
- 창동고등학교
- 자운고등학교
- 노곡중학교
- 창북중학교
- 창일중학교
- 창일초등학교
- 서울월천초등학교
- 서울창림초등학교
- 서울창원초등학교
- 서울창동초등학교
- 서울신창초등학교
- 서울신화초등학교
- 서울자운초등학교
- 서울가인초등학교